# ラムネ (錠菓)

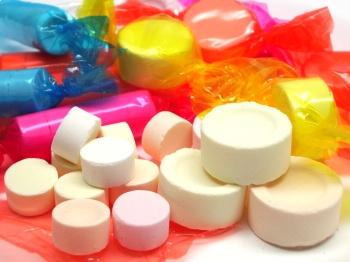
湿式タイプのラムネ

ラムネ（compressed tablet candy）は、清涼感のある錠菓の日本での総称。本来は砂糖が主原料で落雁状の湿式タイプのみを指したが、のちに昭和後期に普及した乾式タイプも含むようになった。

## 製法
材料として、砂糖あるいはブドウ糖、でんぷん（馬鈴薯でんぷん、コーンスターチなど）、酸味料（クエン酸）が一般的である。以前は強い発泡感をだすため重曹を加えた製品も存在した。
1969年に禁止されるまでは人工甘味料ズルチンを使用したものもあった。
森永ラムネは2010年ごろからタピオカでんぷんを使用している。
自家製ラムネはほとんど普及していなかったが、平成後期以降に重曹や片栗粉・クエン酸など身近な材料で容易に製造できることが広まり、調理や化学実験の一つとして紹介されるようになった。

## 定義
文科省では2010年の日本食品標準成分表までは「キャンデー類 - 錠菓」と分類するのみであり、ラムネ菓子の基準は未定義であったが、2015年からは「キャンデー類 - ラムネ」に変更して「錠菓＝ラムネ」と定義し直した。
通販サイトでも粒状のミント菓子やトローチ式のタブレット菓子をラムネに分類していることが多い。
原料（でんぷんを使用・水飴は除外）で区別する向きもあるが、一定しない。
森永製菓は公式ホームページでペッツをラムネとは別に分類している。
菓子業界向けのeコマースサービス「e-お菓子ねっと」では、キャンディやソフトキャンディに分類されるのみで定義づけはされていない。

## 歴史
日本発祥で落雁の製法を参考にしたとされるが1881年説など諸説あり詳細は不明。また、名称はレモネードを語源とするラムネ飲料にあやかったものと思われるがこちらも詳細は不明である。
先行した清涼菓子としては、1780年代にロンドンでSmith Kendon製の小粒のミント菓子「アルトイズ」、1921年に明治製菓がでんぷん不使用の「カルミン」、1927年にオーストリアの実業家エドゥアルト・ハアスによりトローチ状の「PEZ」ドロップスが発売されている。

### 戦後

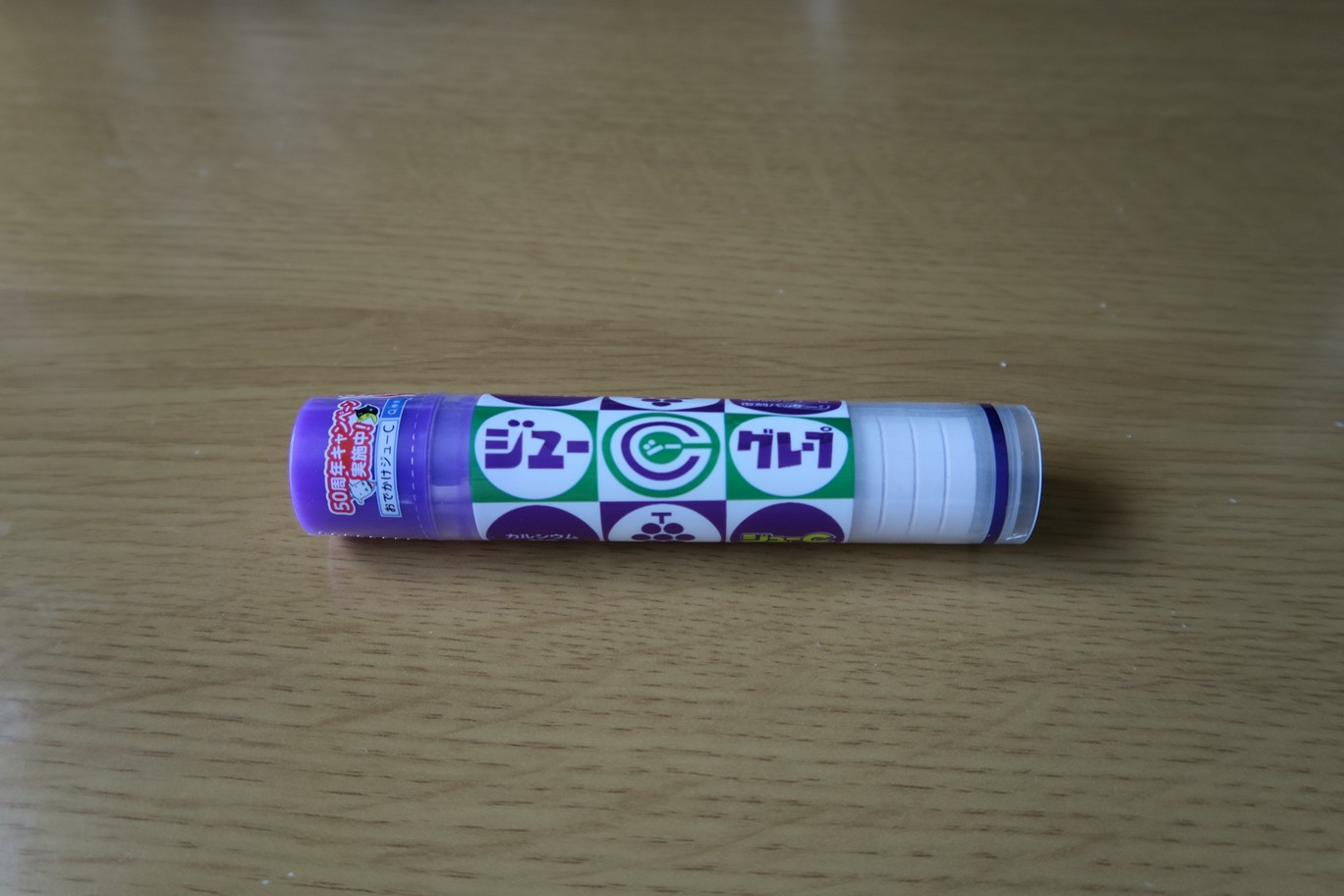
ジューC

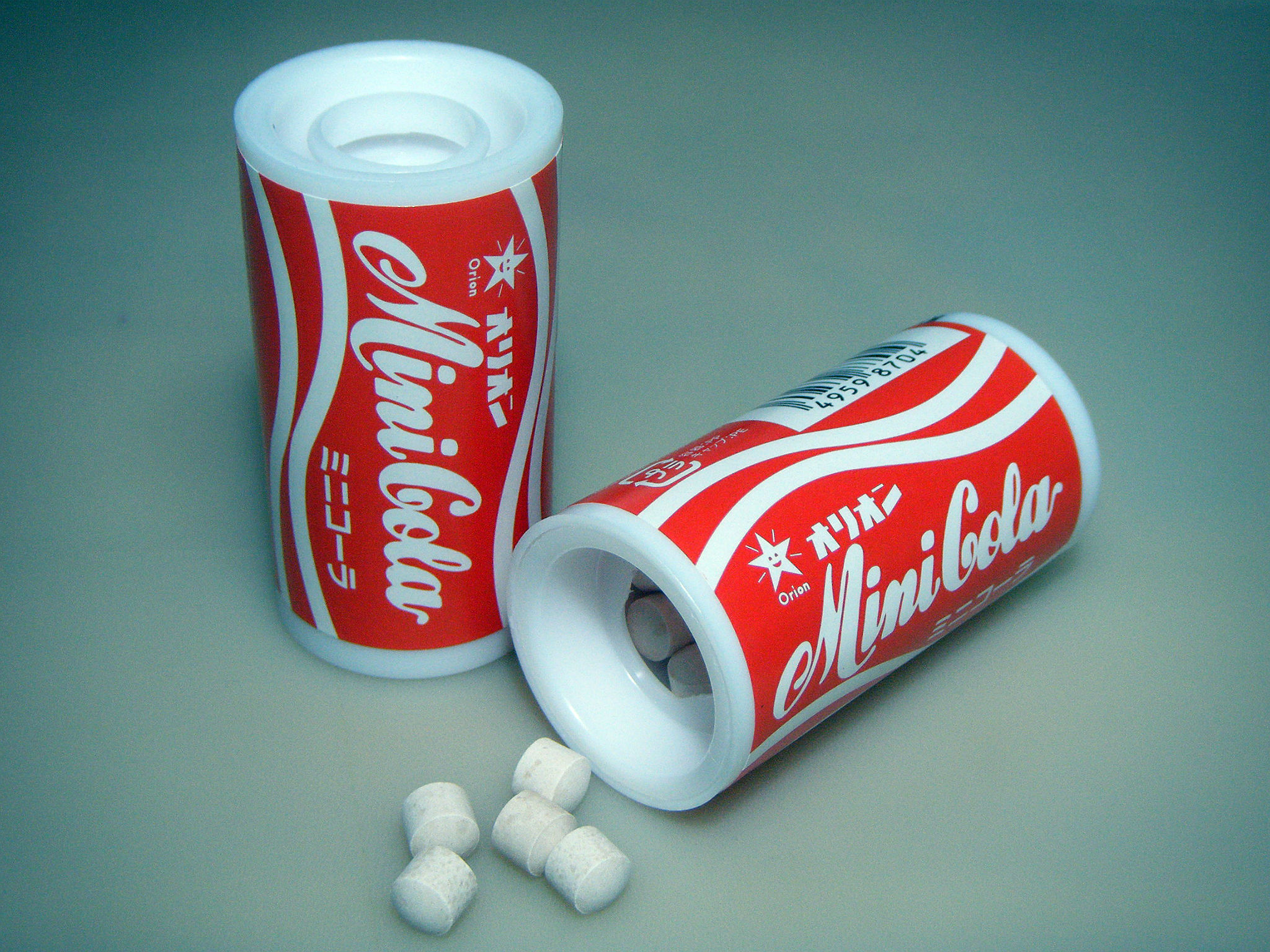
ミニコーラ

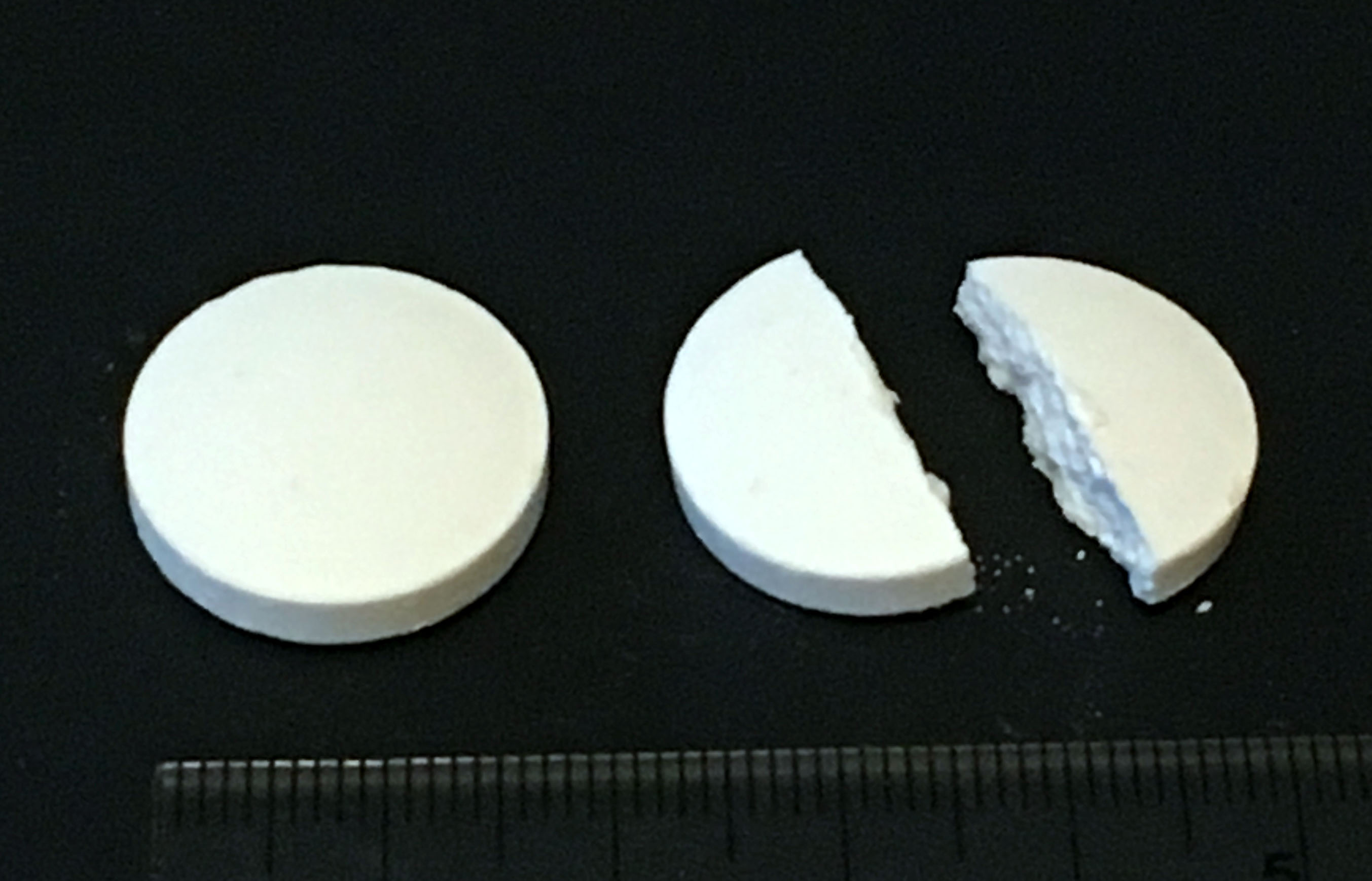
ヨーグレット

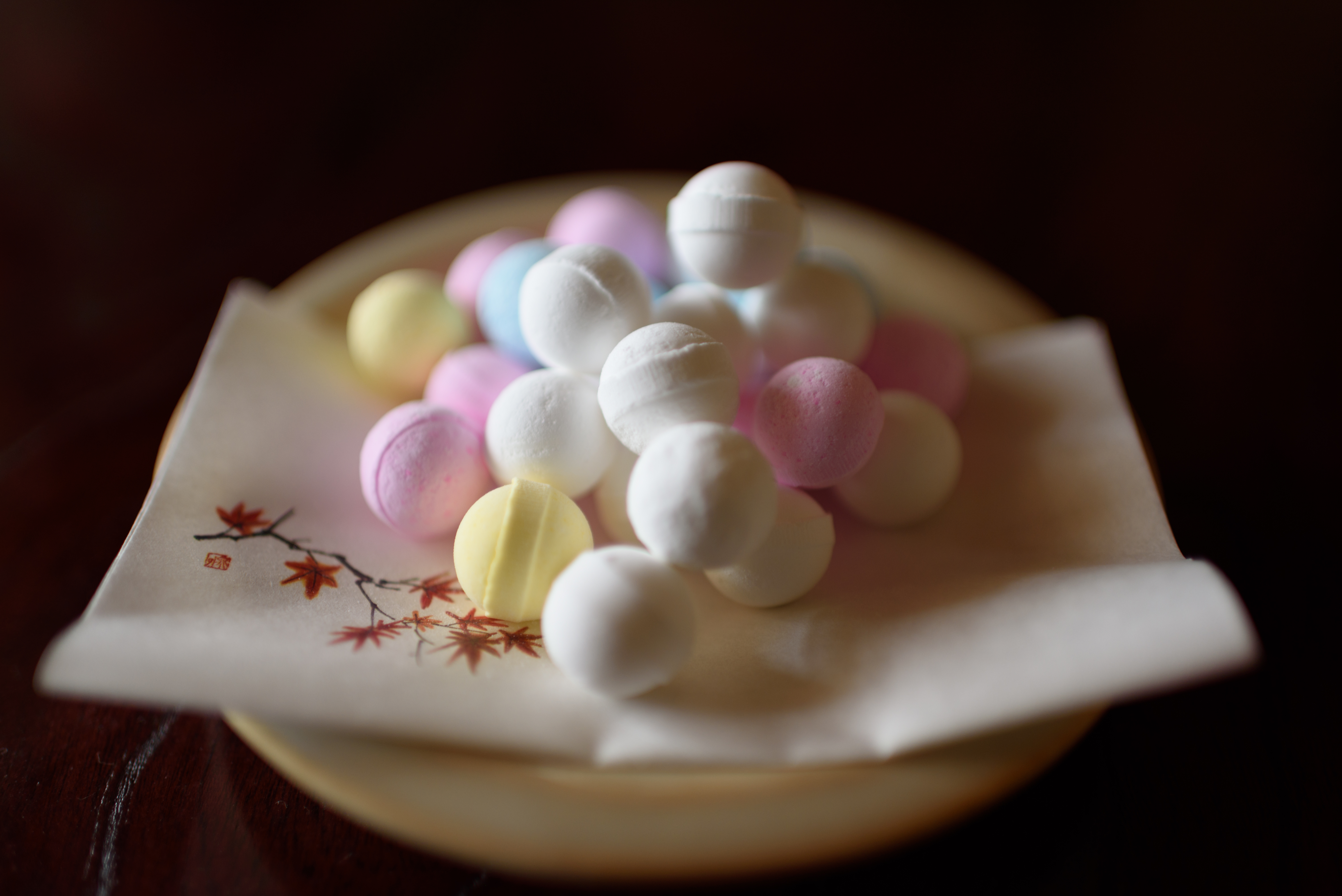
レインボーラムネ

1948年、東京の土棚製菓が製造販売を開始。主力製品はセロファンで個別包装された「ピースラムネ」。
1949年、大阪の島田製菓が製造販売を開始。主力製品は瓶入りの「シマダのラムネ菓子」。
1950年、名古屋の半生和菓子メーカーの大橋商店（現カクダイ製菓）が駄菓子屋のくじのハズレ景品として製造販売を開始。当時は裸のまま瓶詰めで出荷された。1955年ごろに色とりどりのフィルムでリボン状に個別包装された菓子として単独での販売を開始。当時の名称は「固形ラムネ」。それまでの主力であった粉末ジュースが季節商品であったことから、安定した需要のあるラムネ菓子製造に特化するようになり、ラムネ菓子の存在が浸透したことにより、1963年に「クッピーラムネ」を販売開始。
1965年、カバヤがビタミン製剤をヒントにビタミンCを混ぜて従来品よりも固く押し固めた「ジューC」を販売開始。ただし、当時は乾式製法の錠菓はラムネに分類されていなかったため、パッケージや宣伝ではラムネと表記されていない。
1973年、森永製菓がラムネ瓶を模倣した容器で乾式製法のタブレット菓子「森永ラムネ」を販売開始。ラムネ飲料に近い清涼感を出すために当時としては珍しいブドウ糖を原料とした。この「ラムネ」と称した商品の大ヒットにより、のちに同様の乾式製法の錠菓がラムネ菓子に分類されるようになる。
1973年、駄菓子メーカーのコリスがドーナツ状の穴が笛になっている「フエガム」（1953年発売）の派生商品として「フエラムネ」を開発した。長く楽しめるように通常よりも溶けにくく作られている。
1978年、オリオンがコカ・コーラの缶を模倣した容器入りのミニコーラを発売。
1979年、明治製菓がビフィズス菌入りの「ヨーグレット」、1980年にビタミンC入りの「ハイレモン」を発売。
1989年、森永製菓がラムネ菓子入りのアイスキャンデー「ラムネバー」を発売。
1993年ごろ、奈良県のイコマ製菓本舗がサッカーW杯に触発されて球状の「レインボーラムネ」を開発した。
2008年、サーティワンがラムネ菓子入りのフレーバー「クリームソーダ」を限定販売した。好評なため、その後も不定期に販売されている。
2015年に富山県の老舗和菓子店大野屋が富山米の米粉と落雁の木型を使用した「高岡ラムネ」を開発した。

### 2010年代のブーム
長らく子供向け菓子として流通・宣伝されてきたが、2010年ごろからインターネットで二日酔い対策や脳の活性化など「森永ラムネ」の効果が注目されるようになり、2015年にテレビでも紹介されたことでブドウ糖入り製品の需要が高まった。これを受けて社会人や受験生向け製品の開発がされるようになり、チュアブルサプリのように栄養成分をアピールした製品も登場した。
このブドウ糖入りラムネ菓子ブームの余波で、ブドウ糖不使用のカクダイ製菓までもが大人向け商品を展開した。ただし、ここでの「大人」とは「大人買い」を意味する。

## その他
コーラなどの炭酸飲料の中にラムネ菓子を入れると激しく発泡し、炭酸飲料が噴水のようにあふれる。これはラムネの成分によるものではなく、表面に細かな穴が開いている（多孔質）ことによる。